# Аппий Клавдий Красс Инрегиллен (военный трибун 424 года до н. э.)
Аппий Клавдий Красс Инрегиллен (лат. Appius Claudius Crassus Inregillensis; около 460 — после 424 года до н. э.) — древнеримский государственный деятель конца V века до н. э.
Красс был сыном децемвира Аппия Клавдия Красса. В 424 году до н. э. Красс занял должность военного трибуна с консульской властью. Он был известен как деятельный противник народных трибунов и всего плебса. Для противодействия им Красс остался в Риме, когда его коллеги выехали в земли герников, подвергшиеся нападению вольсков. Больше о нём ничего неизвестно.